# Puéchabon
Puéchabon település Franciaországban, Hérault megyében. Lakosainak száma 507 fő (2022. január 1.). Puéchabon Aniane, Argelliers, La Boissière, Causse-de-la-Selle és Saint-Guilhem-le-Désert községekkel határos.

## Népesség
A település népességének változása:
| Lakosok száma | 200  | 255  | 273  | 425  | 461  | 476  | 485  | 499  | 506  | 507  |
|               | 1968 | 1982 | 1990 | 2006 | 2013 | 2015 | 2017 | 2019 | 2020 | 2022 |